# Административно-территориальное деление Череповецкого района
Череповецкий район — административно-территориальная единица в Вологодской области Российской Федерации. В рамках организации местного самоуправления ему соответствует одноимённое муниципальное образование Череповецкий муниципальный район.
Административный центр — город Череповец (в район не входит).

## Административно-территориальные единицы
Череповецкий район в рамках административно-территориального устройства, включает 26 сельсоветов:
| №  | Сельсовет        | Соответствующее муниципальное образование   |
| -- | ---------------- | ------------------------------------------- |
| 1  | Абакановский     | Абакановское СП, Нелазское СП               |
| 2  | Аннинский        | СП Воскресенское мун. обр.                  |
| 3  | Батранский       | СП Югское мун. обр.                         |
| 4  | Большедворский   | Уломское СП                                 |
| 5  | Воскресенский    | СП Воскресенское мун. обр.                  |
| 6  | Дмитриевский     | Абакановское СП, СП Воскресенское мун. обр. |
| 7  | Домозеровский    | СП Югское мун. обр.                         |
| 8  | Ивановский       | СП Воскресенское мун. обр.                  |
| 9  | Ильинский        | Мяксинское СП                               |
| 10 | Ирдоматский      | Ирдоматское СП, СП Югское мун. обр.         |
| 11 | Климовский       | Климовское СП                               |
| 12 | Коротовский      | Уломское СП                                 |
| 13 | Малечкинский     | Малечкинское СП                             |
| 14 | Мусорский        | СП Югское мун. обр.                         |
| 15 | Мяксинский       | Мяксинское СП                               |
| 16 | Нелазский        | Нелазское СП                                |
| 17 | Николо-Раменский | Уломское СП                                 |
| 18 | Судский          | Судское СП                                  |
| 19 | Сурковский       | СП Югское мун. обр.                         |
| 20 | Телепшинский     | СП Югское мун. обр.                         |
| 21 | Тоншаловский     | Тоншаловское СП                             |
| 22 | Шалимовский      | СП Югское мун. обр.                         |
| 23 | Щетинский        | Мяксинское СП                               |
| 24 | Ягановский       | Ягановское СП                               |
| 25 | Ягницкий         | Уломское СП                                 |
| 26 | Яргомжский       | Яргомжское СП                               |

## Муниципальные образования
Муниципальный район, в рамках организации местного самоуправления, делится на 13 муниципальных образований нижнего уровня со статусом сельского поселения
| Муниципальное образование        | Административный центр | Административно-территориальные единицы (состав по структуре ОКАТО)                                                    |
| -------------------------------- | ---------------------- | --- |
| Абакановское сельское поселение  | Абаканово              | Абакановский сельсовет; частично Дмитриевский сельсовет                                                                |
| Воскресенское сельское поселение | Воскресенское          | Аннинский, Воскресенский, Ивановский сельсоветы, Дмитриевский сельсовет                                                |
| Ирдоматское сельское поселение   | Ирдоматка              | Ирдоматский сельсовет                                                                                                  |
| Климовское сельское поселение    | Климовское             | Климовский сельсовет                                                                                                   |
| Малечкинское сельское поселение  | Малечкино              | Малечкинский сельсовет                                                                                                 |
| Мяксинское сельское поселение    | Мякса                  | Ильинский, Мяксинский, Щетинский сельсоветы                                                                            |
| Нелазское сельское поселение     | Шулма                  | Нелазский сельсовет, частично Абакановский сельсовет                                                                   |
| Судское сельское поселение       | Суда                   | Судский сельсовет |
| Тоншаловское сельское поселение  | Тоншалово              | Тоншаловский поссовет                                                                                                  |
| сельское поселение Уломское      | Коротово               | Большедворский, Коротовский, Николо-Раменский, Ягницкий сельсоветы                                                     |
| Югское сельское поселение        | Новое Домозерово       | Батранский, Домозеровский, Мусорский, Сурковский, Телепшинский, Шалимовский сельсоветы, частично Ирдоматский сельсовет |
| Ягановское сельское поселение    | Яганово                | Ягановский сельсовет                                                                                                   |
| Яргомжское сельское поселение    | Ботово                 | Яргомжский сельсовет                                                                                                   |

### История муниципального устройства
Первоначально к 1 января 2006 года на территории муниципального района было создано 21 сельское поселение.
| Муниципальное образование           | Административный центр | Административно-территориальные единицы (состав по структуре ОКАТО) |
| ----------------------------------- | ---------------------- | ------------------------------------------------------------------- |
| Абакановское сельское поселение     | Абаканово              | Абакановский сельсовет; частично Дмитриевский сельсовет             |
| Воскресенское сельское поселение    | Воскресенское          | Аннинский, Воскресенский сельсоветы                                 |
| Дмитриевское сельское поселение     | Поповка                | Дмитриевский сельсовет                                              |
| Домозеровское сельское поселение    | Новое Домозерово       | Домозеровский сельсовет                                             |
| Ивановское сельское поселение       | Ивановское             | Ивановский сельсовет                                                |
| Ирдоматское сельское поселение      | Ирдоматка              | Ирдоматский сельсовет                                               |
| Климовское сельское поселение       | Климовское             | Климовский сельсовет                                                |
| Коротовское сельское поселение      | Коротово               | Коротовский сельсовет                                               |
| Малечкинское сельское поселение     | Малечкино              | Малечкинский сельсовет                                              |
| Мусорское сельское поселение        | Воскресенское          | Телепшинский, Мусорский сельсоветы                                  |
| Мяксинское сельское поселение       | Мякса                  | Мяксинский сельсовет                                                |
| Нелазское сельское поселение        | Шулма                  | Нелазский сельсовет, частично Абакановский сельсовет                |
| Николо-Раменское сельское поселение | Николо-Раменье         | Николо-Раменский сельсовет                                          |
| Судское сельское поселение          | Суда                   | Судский сельсовет                                                   |
| Сурковское сельское поселение       | Сурково                | Батранский, Сурковский сельсоветы, частично Ирдоматский сельсовет   |
| Тоншаловское сельское поселение     | Тоншалово              | Тоншаловский поссовет                                               |
| Шалимовское сельское поселение      | Шалимово               | Шалимовский сельсовет, частично Мусорский сельсовет                 |
| Щетинское сельское поселение        | Щетинское              | Ильинский, Щетинский сельсоветы                                     |
| Ягановское сельское поселение       | Яганово                | Ягановский сельсовет                                                |
| Ягницкое сельское поселение         | Ягница                 | Большедворский, Ягницкий сельсоветы                                 |
| Яргомжское сельское поселение       | Ботово                 | Яргомжский сельсовет                                                |

Законом Вологодской области от 8 апреля 2009 года были упразднены Домозеровское, Мусорское, Сурковское и Шалимовское сельские поселения (объединены в муниципальное образование Югское с центром в деревне Новое Домозерово); а также Дмитриевское и Ивановское сельские поселения (включены в Воскресенское).
Законом Вологодской области от 30 мая 2013 года было упразднено Щетинское сельское поселение (включено в Мяксинское сельское поселение).
| Муниципальное образование               | Административный центр | Административно-территориальные единицы (состав по структуре ОКАТО)                                                    |
| --------------------------------------- | ---------------------- | --- |
| Абакановское сельское поселение         | Абаканово              | Абакановский сельсовет; частично Дмитриевский сельсовет                                                                |
| муниципальное образование Воскресенское | Воскресенское          | Аннинский, Воскресенский, Ивановский сельсоветы, Дмитриевский сельсовет                                                |
| Ирдоматское сельское поселение          | Ирдоматка              | Ирдоматский сельсовет                                                                                                  |
| Климовское сельское поселение           | Климовское             | Климовский сельсовет                                                                                                   |
| Коротовское сельское поселение          | Коротово               | Коротовский сельсовет                                                                                                  |
| Малечкинское сельское поселение         | Малечкино              | Малечкинский сельсовет                                                                                                 |
| Мяксинское сельское поселение           | Мякса                  | Ильинский, Мяксинский, Щетинский сельсоветы                                                                            |
| Нелазское сельское поселение            | Шулма                  | Нелазский сельсовет, частично Абакановский сельсовет                                                                   |
| Николо-Раменское сельское поселение     | Николо-Раменье         | Николо-Раменский сельсовет                                                                                             |
| Судское сельское поселение              | Суда                   | Судский сельсовет |
| Тоншаловское сельское поселение         | Тоншалово              | Тоншаловский поссовет                                                                                                  |
| муниципальное образование Югское        | Новое Домозерово       | Батранский, Домозеровский, Мусорский, Сурковский, Телепшинский, Шалимовский сельсоветы, частично Ирдоматский сельсовет |
| Ягановское сельское поселение           | Яганово                | Ягановский сельсовет                                                                                                   |
| Ягницкое сельское поселение             | Ягница                 | Большедворский, Ягницкий сельсоветы                                                                                    |
| Яргомжское сельское поселение           | Ботово                 | Яргомжский сельсовет                                                                                                   |

Законом Вологодской области от 28 апреля 2015 года были упразднены Коротовское, Николо-Раменское и Ягницкое сельские поселения (объединены в сельское поселение Уломское с административным центром в деревне Коротово).